# Actinocarya
Actinocarya, maleni biljni rod iz porodice boražinovki raširen po Aziji. Postoje dvije vrste od dvije vrste koje rastu po Kini (uključujući Tibet) i Pakistanu.
Iz vrste  A. tibetica izolirani su protuupalni i imunomodulatorni flavoni

## Vrste
1. Actinocarya acaulis (W.W.Sm.) I.M.Johnst.
2. Actinocarya tibetica C.B.Clarke